# Max-André Rayjean
Max-André Rayjean, nom de plume de Jean Lombard, né le 21 octobre 1929 à Valence (Drôme) est un auteur français de roman policier, de science-fiction et de scénario de bande dessinée.

## Biographie
Max-André Rayjean effectue ses études primaires et secondaires dans sa ville natale de Valence. Il obtient son Brevet élémentaire (ancêtre du BEPC, puis Brevet des collèges) mais, obligé de gagner sa vie, il ne peut longtemps prolonger son parcours scolaire, ni se présenter au baccalauréat. Il décroche grâce à son Brevet un emploi aux PTT, qu'il doit rapidement quitter en raison de compressions de personnel. Il part alors en Allemagne effectuer son service militaire, au cours duquel il retrouve sa fonction de postier.
La passion de Jean Lombard pour l'auteur Max-André Dazergues l'amène à l'écriture dès son adolescence, et lui suggèrera plus tard le prénom de son pseudonyme, Max-André. Quant au nom même de Rayjean, il résulte de la combinaison de la première syllabe du prénom de son épouse, Raymonde, et du sien.

### Débuts littéraires
Ses premières tentatives d'écrivain consistent à envoyer des textes à des journaux illustrés pour la jeunesse et relevant de la presse catholique, tels que Fripounet, Cœurs Vaillants et Âmes Vaillantes. Le premier à être publié est une nouvelle, parue en mars 1948 dans Le Journal des Voyages.
Ses premiers écrits sont essentiellement des récits d'aventures pour adolescents qu'il publie sous forme de feuilletons. Sa carrière de scénariste de bandes dessinées débute à son retour de service militaire en 1954. Pendant 20 ans, il créera des scénarios pour les éditions Arédit/Artima dans plusieurs publications (Ardan, Cosmos, Hardy, Ray Halcotan, Red Canyon, Téméraire et Téméraire Spécial, Thierry, Tim l’Audace, Vigor).

### L'auteur de science-fiction
C'est en 1956 que paraît son premier roman de science-fiction, Attaque sub-terrestre, le no 71 de la collection Fleuve Noir Anticipation. Il est également l'auteur d'un autre ouvrage marquant, Les Parias de l'atome, édité l'année suivante dans la même collection (n° 104), qui sera le premier de ses livres à être traduit par la suite en plusieurs langues. Il publie aussi quelques nouvelles dans divers magazine de science-fiction (ainsi, « La planète de l'éternelle vie » dans Galaxie en 1957), mais ces rares incursions dans le genre du récit court de fiction sont restées exceptionnelles.
Il devient l'un des quatre ou cinq auteurs-phares de la collection Anticipation chez Fleuve noir. Ses récits, reposant le plus souvent sur une thématique biologique, se caractérisent par un ton plus noir et plus pessimiste que ceux de ses confrères du Fleuve.
Après avoir été remercié par les éditions Fleuve Noir à la fin des années 1980, avec plusieurs autres anciens auteurs de la collection « Anticipation » , il trouve refuge chez Black Coat Press qui a publié ses derniers romans dans la collection « Rivière Blanche » à partir de 2006. Le premier d'entre eux est le no 2018 de la « Collection Blanche », Le Cycle d'Orga.

### L'auteur de fantastique
Max-André Rayjean ne se lance dans la littérature fantastique que sur le tard, alors qu'il a déjà produit la moitié de son œuvre de science-fiction. Sans doute à la suggestion de sa maison d'édition Fleuve noir, il publie de 1970 à 1974 six romans relevant de ce genre littéraire dans la collection « Angoisse », dont le premier est le no 178, Le Sang et la Chair. Deux autres ouvrages, initialement conçus pour la collection « Angoisse », ne virent le jour qu'en 2012, toujours chez Black Coat Press, collection « Rivière Blanche / Collection Noire ».

## Œuvre

### Littérature d'enfance et de jeunesse
- Le Génie du fleuve
- Prisonniers des Andes
- L'Île de l'angoisse

### Romans policiers
- Le Dernier Acte, Éditions du Puits-Pelu, coll. « Le Glaive » no 60 (1951)
- La Morte du Métropolitain, Éditions du Puits-Pelu, coll. « Le Glaive » no 115 (1956)

### Romans d'espionnage
- Épreuve de force, Éditions Jacquier, coll. « La Loupe Espionnage » no 78, 1960, sous le nom de Jean Lombard.

### Science-fiction

#### Romans

##### Au Fleuve noir
- Attaque sub-terrestre, Fleuve noir, coll. « Fleuve Noir Anticipation » no 71, 1956
- Base spatiale 14, Fleuve noir, coll. « Fleuve Noir Anticipation » no 86, 1957
- Les Parias de l'atome, Fleuve noir, coll. « Fleuve Noir Anticipation » no 104, 1957
  - Traduction italienne : I paria dell'atomo, Urania no 202, avril 1959
  - Traduction espagnole : Los parias del átomo, Toray, coll. « Best-Sellers del Espacio » no 15, 1962.
- Chocs en synthèse, Fleuve noir, coll. « Fleuve Noir Anticipation » no 108, 1958
- La Folie verte, Fleuve noir, coll. « Fleuve Noir Anticipation » no 114, 1958
- L'Anneau des invincibles, Fleuve noir, coll. « Fleuve Noir Anticipation » no 122, 1958
- Soleils : Échelle zéro, Fleuve noir, coll. « Fleuve Noir Anticipation » no 127, 1958
- Le Monde de l'éternité, Fleuve noir, coll. « Fleuve Noir Anticipation » no 137, 1959
- Ère cinquième, Fleuve noir, coll. « Fleuve Noir Anticipation » no 142, 1959
- Le Péril des hommes, Fleuve noir, coll. « Fleuve Noir Anticipation » no 151, 1959
- L'Ultra-univers, Fleuve noir, coll. « Fleuve Noir Anticipation » no 161, 1960
- Invasion « H », Fleuve noir, coll. « Fleuve Noir Anticipation » no 167, 1960
- Puissance : Facteur 3, Fleuve noir, coll. « Fleuve Noir Anticipation » no 171, 1961
- Les Magiciens d'Andromède, Fleuve noir, coll. « Fleuve Noir Anticipation » no 177, 1961
- L'Étoile de Goa, Fleuve noir, coll. « Fleuve Noir Anticipation » no 189, 1961
- Planètes captives, Fleuve noir, coll. « Fleuve Noir Anticipation » no 197, 1962
- L'Oasis du rêve, Fleuve noir, coll. « Fleuve Noir Anticipation » no 217, 1963
- Terrom, âge « Un », Fleuve noir, coll. « Fleuve Noir Anticipation » no 221, 1963
- La Fièvre rouge, Fleuve noir, coll. « Fleuve Noir Anticipation » no 229, 1963
- Projet « Kozna », Fleuve noir, coll. « Fleuve Noir Anticipation » no 240, 1964
- Round végétal, Fleuve noir, coll. « Fleuve Noir Anticipation » no 247, 1964
- L'Escale des Zulhs, Fleuve noir, coll. « Fleuve Noir Anticipation » no 254, 1964
- L'Astre vivant, Fleuve noir, coll. « Fleuve Noir Anticipation » no 261, 1965
- Les Forçats de l'énergie, Fleuve noir, coll. « Fleuve Noir Anticipation » no 270, 1965
- Le Cerveau de Silstar, Fleuve noir, coll. « Fleuve Noir Anticipation » no 275, 1965
  - Traduction espagnole : El Cerebro de Silstar, Picazo, coll. « Marte XXI » no 5, 1966
- Le Zoo des Astors, Fleuve noir, coll. « Fleuve Noir Anticipation » no 284, 1966
  - Traduction russe : Зоопарк асторов, 1966[6]
- Plan S.03, Fleuve noir, coll. « Fleuve Noir Anticipation » no 291, 1966
  - Traduction espagnole : Plan S.03, Picazo, coll. « Marte XXI » no 13, 1966
- Les Clés de l'univers, Fleuve noir, coll. « Fleuve Noir Anticipation » no 303, 1966
  - Traduction espagnole : Las Llaves del universo, Picazo, coll. « Marte XXI » no 20, 1967
- Les Anti-hommes, Fleuve noir, coll. « Fleuve Noir Anticipation » no 311, 1967
  - Traduction espagnole : Los antihombres, Picazo, coll. « Marte XXI » no 27, 1967
- Le Septième Continent, Fleuve noir, coll. « Fleuve Noir Anticipation » no 322, 1967
- Le Quatrième Futur, Fleuve noir, coll. « Fleuve Noir Anticipation » no 333, 1967
- Contact Z, Fleuve noir, coll. « Fleuve Noir Anticipation » no 344, 1968
- Civilisation Oméga, Fleuve noir, coll. « Fleuve Noir Anticipation » no 353, 1968
- Le Zor-Ko de fer, Fleuve noir, coll. « Fleuve Noir Anticipation » no 364, 1968
- L'An un des Kréols, Fleuve noir, coll. « Fleuve Noir Anticipation » no 375, 1969
- Relais « Kéra », Fleuve noir, coll. « Fleuve Noir Anticipation » no 387, 1969
- S.O.S. cerveaux, Fleuve noir, coll. « Fleuve Noir Anticipation » no 403, 1969
- Prisonniers du temps, Fleuve noir, coll. « Fleuve Noir Anticipation » no 414, 1970
- Retour au néant, Fleuve noir, coll. « Fleuve Noir Anticipation » no 431, 1970
- Base Djéos, Fleuve noir, coll. « Fleuve Noir Anticipation » no 437, 1970
- La Seconde Vie, Fleuve noir, coll. « Fleuve Noir Anticipation » no 451, 1971
- Cellule 217, Fleuve noir, coll. « Fleuve Noir Anticipation » no 466, 1971
- Les Psycors de Pââl Zuik, Fleuve noir, coll. « Fleuve Noir Anticipation » no 477, 1971
- Les Statues vivantes, Fleuve noir, coll. « Fleuve Noir Anticipation » no 506, 1972
- L'Arbre de cristal, Fleuve noir, coll. « Fleuve Noir Anticipation » no 512, 1972
- L'Autre Passé, Fleuve noir, coll. « Fleuve Noir Anticipation » no 528, 1972
- La Loi du cube, Fleuve noir, coll. « Fleuve Noir Anticipation » no 542, 1973
- La Révolte du Gerkanol, Fleuve noir, coll. « Fleuve Noir Anticipation » no 565, 1973
- Le Monde figé, Fleuve noir, coll. « Fleuve Noir Anticipation » no 587, 1973
- Les Feux de Siris, Fleuve noir, coll. « Fleuve Noir Anticipation » no 610, 1974
- Le Secret des cyborgs, Fleuve noir, coll. « Fleuve Noir Anticipation » no 629, 1974
- Le Grand Retour, Fleuve noir, coll. « Fleuve Noir Anticipation » no 644, 1974
- Barrière vivante, Fleuve noir, coll. « Fleuve Noir Anticipation » no 653, 1974
- L'Astronef rouge, Fleuve noir, coll. « Fleuve Noir Anticipation » no 670, 1975
- Ségrégaria, Fleuve noir, coll. « Fleuve Noir Anticipation » no 692, 1975
- Les Géants de Komor, Fleuve noir, coll. « Fleuve Noir Anticipation » no 712, 1976
- Les Germes de l'infini, Fleuve noir, coll. « Fleuve Noir Anticipation » no 753, 1976
- Les Irréels, Fleuve noir, coll. « Fleuve Noir Anticipation » no 778, 1976
- Les Métamorphosés de Spalla, Fleuve noir, coll. « Fleuve Noir Anticipation » no 796, 1977
- Le Piège de lumière, Fleuve noir, coll. « Fleuve Noir Anticipation » no 815, 1977
- La Onzième Dimension, Fleuve noir, coll. « Fleuve Noir Anticipation » no 847, 1978
- La Chaîne des Symbios, Fleuve noir, coll. « Fleuve Noir Anticipation » no 867, 1978
- Génération “Alpha”, Fleuve noir, coll. « Fleuve Noir Anticipation » no 887, 1978
- Les Maîtres de la matière, Fleuve noir, coll. « Fleuve Noir Anticipation » no 896, 1978
- Les Singes d'Ulgor, Fleuve noir, coll. « Fleuve Noir Anticipation » no 925, 1979
  - Traduction espagnole : Los monos de Ulgor, Nueva Situación, coll. « Anticipacíon » no 7, 1979
- Groupe Géo, Fleuve noir, coll. « Fleuve Noir Anticipation » no 1004, 1980
- Déchéa, Fleuve noir, coll. « Fleuve Noir Anticipation » no 1054, 1981
- Jairal, Fleuve noir, coll. « Fleuve Noir Anticipation » no 1079, 1981
- Le Monde noir, Fleuve noir, coll. « Fleuve Noir Anticipation » no 1098, 1981
- L'Ordre des vigiles, Fleuve noir, coll. « Fleuve Noir Anticipation » no 1177, 1982
- Alpha-park, Fleuve noir, coll. « Fleuve Noir Anticipation » no 1253, 1983
- L'Âge de lumière, Fleuve noir, coll. « Fleuve Noir Anticipation » no 1296, 1984
- Le Flambeau de l'univers, Fleuve noir, coll. « Fleuve Noir Anticipation » no 1329, 1984
- Les Acteurs programmés, Fleuve noir, coll. « Fleuve Noir Anticipation » no 1400, 1985
- La Guerre des loisirs, Fleuve noir, coll. « Fleuve Noir Anticipation » no 1435, 1985
- Citéléem, Fleuve noir, coll. « Fleuve Noir Anticipation » no 1467, 1986
- Le Dernier Soleil, Fleuve noir, coll. « Fleuve Noir Anticipation » no 1587, 1987

##### À la Rivière Blanche
- Le Cycle d'Orga, Black Coat Press, coll. « Rivière Blanche / Collection Blanche » no 2018, 2006  (ISBN 1-932983-41-4)
- Complexe 18 in Complexe 18 suivi de Dix siècles pour demain, Black Coat Press, coll. « Rivière Blanche / Collection Blanche » no 2047, 2008  (ISBN 978-1-934543-35-1)
- Dix siècles pour demain in Complexe 18 suivi de Dix siècles pour demain, Black Coat Press, coll. « Rivière Blanche / Collection Blanche » no 2047, 2008  (ISBN 978-1-934543-35-1)
- Défi à la Terre in Défi à la Terre suivi de Le Dieu artificiel, Black Coat Press, coll. « Rivière Blanche / Collection Blanche » no 2071, 2008  (ISBN 978-1-935558-30-9)
- Le Dieu artificiel in Défi à la Terre suivi de Le Dieu artificiel, Black Coat Press, coll. « Rivière Blanche / Collection Blanche » no 2071, 2008  (ISBN 978-1-935558-30-9)
- Opération Étoile, Black Coat Press, coll. « Rivière Blanche / Collection Blanche » no 2120, 2014  (ISBN 978-1-61227-326-6)
- Dictatorad, Black Coat Press, coll. « Rivière Blanche / Collection Blanche » no 2137, 2016  (ISBN 978-1-61227-489-8)

#### Nouvelles
- « Le Génie du fleuve », 1948; rééd. in Le Cycle d'Orga, Black Coat Press, coll. « Rivière Blanche / Collection Blanche » no 2018, 2006  (ISBN 1-932983-41-4).
- « La Planète de l'éternelle vie », Galaxie 1re série no 49, décembre 1957, p. 39-50.
- « Le Libérateur », in Le Jardin sidéral no 11, Cercle littéraire d'Anticipation, janvier-février 1963, p. 19-21.
- « Le Mur de la lumière », in Mercury no 15, octobre 1967, p. 14-17 ; rééd. in Le Cycle d'Orga, Black Coat Press, coll. « Rivière Blanche / Collection Blanche » no 2018, 2006  (ISBN 1-932983-41-4).
- « Le Grand Exode », in Fantascienza no 2-3, juin 1980, p. 67-68 ; rééd. in Le Cycle d'Orga, Black Coat Press, coll. « Rivière Blanche / Collection Blanche » no 2018, 2006  (ISBN 1-932983-41-4).
- « La Sphère, les fléaux », in Dictatorad, Black Coat Press, coll. « Rivière Blanche / Collection Blanche » no 2137, 2016  (ISBN 978-1-61227-489-8).

### Fantastique
Dans ce genre littéraire, Max-André Rayjean n'a apparemment écrit que des romans.

#### Au Fleuve noir
- Le Sang et la Chair, Fleuve noir, coll. « Angoisse » no 178, 1970.
- La Bête du néant, Fleuve noir, coll. « Angoisse » no 184, 1970.
- Dans les griffes du diable, Fleuve noir, coll. « Angoisse » no 202, 1971.
- La Malédiction des vautours, Fleuve noir, coll. « Angoisse » no 222, 1972.
- La Dent du loup, Fleuve noir, coll. « Angoisse » no 229, 1973.
- Le Squelette de volupté, Fleuve noir, coll. « Angoisse » no 261, 1974.

#### À la Rivière Blanche
- Momie de Sang in Momie de Sang suivi de Le Secret des Roches Noires, Black Coat Press, coll. « Rivière Blanche / Collection Noire » no 43, 2012  (ISBN 978-1-61227-125-5).
- Le Secret des Roches Noires in Momie de Sang suivi de Le Secret des Roches Noires, Black Coat Press, coll. « Rivière Blanche / Collection Noire » no 43, 2012  (ISBN 978-1-61227-125-5).

## Récompense
- Lauréat du Grand prix de science-fiction en 1957 et 1974[7].